# Convocazioni per il campionato mondiale di calcio 1934
Elenco dei giocatori convocati da ciascuna Nazionale partecipante ai Mondiali di calcio 1934.
L'età dei giocatori riportata è relativa al 27 maggio 1934, data di inizio della manifestazione.

## Italia
Commissario tecnico: Vittorio Pozzo
| N. | Pos. | Giocatore           | Data nascita (età)          | Pres. | Squadra          |
| -- | ---- | ------------------- | --------------------------- | ----- | ---------------- |
| -  | D    | Luigi Allemandi     | 18 novembre 1903 (30 anni)  | 9     | Ambrosiana-Inter |
| -  | A    | Pietro Arcari       | 2 dicembre 1909 (24 anni)   | 0     | Milan            |
| -  | D    | Luigi Bertolini     | 13 settembre 1904 (29 anni) | 19    | Juventus         |
| -  | A    | Felice Borel        | 5 aprile 1914 (20 anni)     | 2     | Juventus         |
| -  | D    | Umberto Caligaris   | 26 luglio 1901 (32 anni)    | 59    | Juventus         |
| -  | C    | Armando Castellazzi | 7 ottobre 1904 (29 anni)    | 2     | Ambrosiana-Inter |
| -  | P    | Giuseppe Cavanna    | 18 settembre 1905 (28 anni) | 0     | Napoli           |
| -  | P    | Gianpiero Combi     | 20 novembre 1902 (31 anni)  | 42    | Juventus         |
| -  | C    | Attilio Demaría     | 19 marzo 1909 (25 anni)     | 1     | Ambrosiana-Inter |
| -  | C    | Giovanni Ferrari    | 6 dicembre 1907 (26 anni)   | 19    | Juventus         |
| -  | D    | Attilio Ferraris    | 26 marzo 1904 (30 anni)     | 22    | Roma             |
| -  | A    | Enrique Guaita      | 11 luglio 1910 (23 anni)    | 2     | Roma             |
| -  | A    | Anfilogino Guarisi  | 26 dicembre 1905 (28 anni)  | 5     | Lazio            |
| -  | P    | Guido Masetti       | 22 novembre 1907 (26 anni)  | 0     | Roma             |
| -  | C    | Giuseppe Meazza     | 23 agosto 1910 (23 anni)    | 22    | Ambrosiana-Inter |
| -  | C    | Luis Monti          | 15 maggio 1901 (33 anni)    | 10    | Juventus         |
| -  | D    | Eraldo Monzeglio    | 5 giugno 1906 (27 anni)     | 13    | Bologna          |
| -  | A    | Raimundo Orsi       | 2 dicembre 1901 (32 anni)   | 27    | Juventus         |
| -  | D    | Mario Pizziolo      | 7 dicembre 1909 (24 anni)   | 8     | Fiorentina       |
| -  | D    | Virginio Rosetta    | 24 febbraio 1902 (32 anni)  | 51    | Juventus         |
| -  | A    | Angelo Schiavio     | 15 ottobre 1905 (28 anni)   | 17    | Bologna          |
| -  | C    | Mario Varglien      | 26 dicembre 1905 (28 anni)  | 0     | Juventus         |

## Cecoslovacchia
Commissario tecnico: Karel Petrů
| N. | Pos. | Giocatore          | Data nascita (età)          | Pres. | Squadra      |
| -- | ---- | ------------------ | --------------------------- | ----- | ------------ |
| -  | C    | Jaroslav Bouček    | 13 novembre 1912 (21 anni)  | -     | Sparta Praga |
| -  | D    | Jaroslav Burgr     | 7 marzo 1906 (28 anni)      | -     | Sparta Praga |
| -  | C    | Štefan Čambal      | 17 dicembre 1908 (25 anni)  | -     | Slavia Praga |
| -  | D    | Josef Čtyřoký      | 30 settembre 1906 (27 anni) | -     | Sparta Praga |
| -  | D    | Ferdinand Daučík   | 31 maggio 1910 (23 anni)    | -     | Slavia Praga |
| -  | A    | František Junek    | 17 gennaio 1907 (27 anni)   | -     | Slavia Praga |
| -  | A    | Géza Kalocsay      | 20 luglio 1914 (19 anni)    | -     | Sparta Praga |
| -  | C    | Vlastimil Kopecký  | 14 ottobre 1912 (21 anni)   | -     | Slavia Praga |
| -  | C    | Josef Košťálek     | 31 agosto 1909 (24 anni)    | -     | Sparta Praga |
| -  | C    | Rudolf Krčil       | 5 marzo 1906 (28 anni)      | -     | Slavia Praga |
| -  | A    | Oldřich Nejedlý    | 25 dicembre 1909 (24 anni)  | -     | Sparta Praga |
| -  | P    | Ehrenfried Patzel  | 2 dicembre 1914 (19 anni)   | -     | Teplitzer FK |
| -  | P    | František Plánička | 2 giugno 1904 (29 anni)     | -     | Slavia Praga |
| -  | A    | Antonín Puč        | 16 maggio 1907 (27 anni)    | -     | Slavia Praga |
| -  | A    | Josef Silný        | 23 gennaio 1902 (32 anni)   | -     | AC Nimes     |
| -  | C    | Adolf Šimperský    | 5 agosto 1909 (24 anni)     | -     | Slavia Praga |
| -  | A    | Jiří Sobotka       | 6 giugno 1911 (22 anni)     | -     | Slavia Praga |
| -  | C    | Erich Srbek        | 4 giugno 1908 (25 anni)     | -     | Sparta Praga |
| -  | C    | František Šterc    | 27 gennaio 1912 (22 anni)   | -     | SK Židenice  |
| -  | A    | František Svoboda  | 5 luglio 1905 (28 anni)     | -     | Slavia Praga |
| -  | C    | Antonín Vodička    | 1º marzo 1907 (27 anni)     | -     | Slavia Praga |
| -  | D    | Ladislav Ženíšek   | 7 marzo 1904 (30 anni)      | -     | Slavia Praga |

## Germania
Commissario tecnico: Otto Nerz
| N. | Pos. | Giocatore            | Data nascita (età)         | Pres. | Squadra                |
| -- | ---- | -------------------- | -------------------------- | ----- | ---------------------- |
| -  | C    | Ernst Albrecht       | 12 novembre 1907 (26 anni) | -     | Fortuna Düsseldorf     |
| -  | A    | Jakob Bender         | 23 marzo 1910 (24 anni)    | -     | Fortuna Düsseldorf     |
| -  | P    | Fritz Buchloh        | 26 novembre 1909 (24 anni) | -     | VfB Speldorf           |
| -  | D    | Wilhelm Busch        | 4 gennaio 1907 (27 anni)   | -     | TuS Duisburg           |
| -  | A    | Edmund Conen         | 10 novembre 1914 (19 anni) | -     | FV Saarbrücken         |
| -  | A    | Franz Dienert        | 1º gennaio 1900 (34 anni)  | -     | VfB Mühlburg           |
| -  | C    | Rudolf Gramlich      | 6 giugno 1908 (25 anni)    | -     | Eintracht Francoforte  |
| -  | D    | Sigmund Haringer     | 9 dicembre 1908 (25 anni)  | -     | Bayern Monaco          |
| -  | A    | Matthias Heidemann   | 7 febbraio 1912 (22 anni)  | -     | SC Bonn                |
| -  | A    | Karl Hohmann         | 18 giugno 1908 (25 anni)   | -     | VfL Benrath            |
| -  | P    | Hans Jakob           | 16 giugno 1908 (25 anni)   | -     | Jahn Regensburg        |
| -  | C    | Paul Janes           | 10 marzo 1912 (22 anni)    | -     | Fortuna Düsseldorf     |
| -  | A    | Stanislaus Kobierski | 15 novembre 1910 (23 anni) | -     | Fortuna Düsseldorf     |
| -  | P    | Willibald Kreß       | 13 novembre 1906 (27 anni) | -     | Rot-Weiss Francoforte  |
| -  | A    | Ernst Lehner         | 7 novembre 1912 (21 anni)  | -     | Schwaben Augsburg      |
| -  | C    | Reinhold Münzenberg  | 25 gennaio 1909 (25 anni)  | -     | Alemannia Aachen       |
| -  | A    | Rudolf Noack         | 20 marzo 1913 (21 anni)    | -     | Amburgo                |
| -  | D    | Hans Schwartz        | 1º marzo 1913 (21 anni)    | -     | SpVgg Viktoria Amburgo |
| -  | A    | Otto Siffling        | 3 agosto 1912 (21 anni)    | -     | Waldhof Mannheim       |
| -  | A    | Josef Streb          | 16 aprile 1912 (22 anni)   | -     | Wacker Monaco          |
| -  | C    | Fritz Szepan         | 2 settembre 1907 (26 anni) | -     | Schalke 04             |
| -  | C    | Paul Zielinski       | 20 novembre 1911 (22 anni) | -     | SV Union Hamborn       |

## Austria
Commissario tecnico: Hugo Meisl
| N. | Pos. | Giocatore         | Data nascita (età)          | Pres. | Squadra        |
| -- | ---- | ----------------- | --------------------------- | ----- | -------------- |
| -  | A    | Josef Bican       | 25 settembre 1913 (20 anni) | -     | Rapid Vienna   |
| -  | A    | Georg Braun       | 22 febbraio 1907 (27 anni)  | -     | Wiener SC      |
| -  | D    | Franz Cisar       | 28 novembre 1908 (25 anni)  | -     | Wiener SC      |
| -  | P    | Friederich Franzl | 6 marzo 1905 (29 anni)      | -     | Wiener SC      |
| -  | A    | Josef Hassmann    | 21 maggio 1910 (24 anni)    | -     | First Vienna   |
| -  | C    | Leopold Hofmann   | 31 ottobre 1905 (28 anni)   | -     | First Vienna   |
| -  | A    | Johann Horvath    | 20 maggio 1903 (31 anni)    | -     | First Vienna   |
| -  | D    | Anton Janda       | 1º maggio 1904 (30 anni)    | -     | Admira Vienna  |
| -  | A    | Matthias Kaburek  | 9 febbraio 1911 (23 anni)   | -     | Rapid Vienna   |
| -  | P    | Peter Platzer     | 29 maggio 1910 (23 anni)    | -     | Admira Vienna  |
| -  | P    | Rudolf Raftl      | 7 febbraio 1911 (23 anni)   | -     | Rapid Vienna   |
| -  | A    | Anton Schall      | 22 giugno 1907 (26 anni)    | -     | Admira Vienna  |
| -  | D    | Willibald Schmaus | 16 giugno 1911 (22 anni)    | -     | First Vienna   |
| -  | D    | Karl Sesta        | 18 marzo 1906 (28 anni)     | -     | Wiener SC      |
| -  | A    | Matthias Sindelar | 10 febbraio 1903 (31 anni)  | -     | Austria Vienna |
| -  | C    | Josef Smistik     | 28 novembre 1905 (28 anni)  | -     | Rapid Vienna   |
| -  | A    | Josef Stroh       | 5 marzo 1913 (21 anni)      | -     | Austria Vienna |
| -  | C    | Johann Urbanek    | 10 ottobre 1910 (23 anni)   | -     | Admira Vienna  |
| -  | A    | Rudolf Viertl     | 12 novembre 1902 (31 anni)  | -     | Austria Vienna |
| -  | C    | Franz Wagner      | 23 settembre 1911 (22 anni) | -     | Rapid Vienna   |
| -  | A    | Hans Walzhofer    | 23 marzo 1906 (28 anni)     | -     | Wacker Vienna  |
| -  | A    | Karl Zischek      | 28 agosto 1910 (23 anni)    | -     | Wacker Vienna  |

## Spagna
Commissario tecnico: Amadeo García
| N. | Pos. | Giocatore           | Data nascita (età)          | Pres. | Squadra                |
| -- | ---- | ------------------- | --------------------------- | ----- | ---------------------- |
| -  | A    | Crisant Bosch       | 26 dicembre 1907 (26 anni)  | -     | RCD Espanyol           |
| -  | A    | Campanal            | 9 febbraio 1912 (22 anni)   | -     | Siviglia               |
| -  | A    | Chacho              | 14 aprile 1911 (23 anni)    | -     | Deportivo de La Coruña |
| -  | C    | Leonardo Cilaurren  | 5 novembre 1912 (21 anni)   | -     | Athletic Bilbao        |
| -  | D    | Ciriaco             | 8 agosto 1904 (29 anni)     | -     | Real Madrid            |
| -  | A    | Fede                | 14 ottobre 1912 (21 anni)   | -     | Siviglia               |
| -  | A    | Guillermo Gorostiza | 15 febbraio 1909 (25 anni)  | -     | Athletic Bilbao        |
| -  | D    | Hilario             | 8 dicembre 1905 (28 anni)   | -     | Real Madrid            |
| -  | A    | José Iraragorri     | 16 marzo 1912 (22 anni)     | -     | Athletic Bilbao        |
| -  | A    | Lafuente            | 31 dicembre 1907 (26 anni)  | -     | Athletic Bilbao        |
| -  | A    | Isidro Lángara      | 25 maggio 1912 (22 anni)    | -     | Real Oviedo            |
| -  | A    | Simón Lecue         | 11 febbraio 1912 (22 anni)  | -     | Real Betis             |
| -  | C    | Martín Marculeta    | 24 settembre 1907 (26 anni) | -     | Real Sociedad          |
| -  | A    | Luis Marín Sabater  | 4 settembre 1906 (27 anni)  | -     | Atlético Madrid        |
| -  | C    | José Muguerza       | 15 settembre 1911 (22 anni) | -     | Athletic Bilbao        |
| -  | P    | Joan Josep Nogués   | 28 marzo 1909 (25 anni)     | -     | Barcellona             |
| -  | D    | Jacinto Quincoces   | 17 luglio 1905 (28 anni)    | -     | Real Madrid            |
| -  | A    | Luis Regueiro       | 1º luglio 1908 (25 anni)    | -     | Real Madrid            |
| -  | A    | Pere Solé           | 7 maggio 1905 (29 anni)     | -     | RCD Espanyol           |
| -  | A    | Martí Ventolrà      | 16 dicembre 1906 (27 anni)  | -     | Barcellona             |
| -  | D    | Ramón Zabalo        | 10 giugno 1910 (23 anni)    | -     | Barcellona             |
| -  | P    | Ricardo Zamora      | 21 gennaio 1901 (33 anni)   | -     | Real Madrid            |

## Ungheria
Commissario tecnico: Ödön Nádas
| N. | Pos. | Giocatore        | Data nascita (età)          | Pres. | Squadra         |
| -- | ---- | ---------------- | --------------------------- | ----- | --------------- |
| -  | A    | István Avar      | 30 maggio 1905 (28 anni)    | -     | Újpesti TE      |
| -  | D    | Sándor Bíró      | 19 agosto 1911 (22 anni)    | -     | MTK Hungária    |
| -  | C    | János Dudás      | 13 febbraio 1911 (23 anni)  | -     | MTK Hungária    |
| -  | D    | Gyula Futó       | 29 dicembre 1908 (25 anni)  | -     | Újpesti TE      |
| -  | P    | József Háda      | 2 marzo 1911 (23 anni)      | -     | Ferencvárosi TC |
| -  | A    | Tibor Kemény     | 5 marzo 1913 (21 anni)      | -     | Ferencvárosi TC |
| -  | C    | Gyula Lázár      | 24 gennaio 1911 (23 anni)   | -     | Ferencvárosi TC |
| -  | A    | Imre Markos      | 9 giugno 1908 (25 anni)     | -     | Bocskay         |
| -  | C    | János Móré       | 20 giugno 1910 (23 anni)    | -     | Ferencvárosi TC |
| -  | C    | István Palotás   | 5 marzo 1908 (26 anni)      | -     | Bocskay         |
| -  | C    | Gyula Polgár     | 8 febbraio 1912 (22 anni)   | -     | Ferencvárosi TC |
| -  | D    | Rezső Rozgonyi   |                             | -     | Kispesti FC     |
| -  | A    | György Sárosi    | 15 settembre 1912 (21 anni) | -     | Ferencvárosi TC |
| -  | C    | Rezső Somlai     | 1911 (22-23 anni)           | -     | Kispesti FC     |
| -  | D    | László Sternberg | 28 maggio 1905 (28 anni)    | -     | Újpesti TE      |
| -  | P    | Antal Szabó      | 4 settembre 1910 (23 anni)  | -     | MTK Hungária    |
| -  | A    | Gábor Szabó      | 14 ottobre 1902 (31 anni)   | -     | Újpesti TE      |
| -  | C    | Antal Szalay     | 12 marzo 1912 (22 anni)     | -     | Újpesti TE      |
| -  | C    | György Szűcs     | 23 aprile 1912 (22 anni)    | -     | Újpesti TE      |
| -  | A    | István Tamássy   | 1911 (22-23 anni)           | -     | Újpesti TE      |
| -  | A    | Pál Teleki       | 5 marzo 1906 (28 anni)      | -     | Bocskay         |
| -  | A    | Géza Toldi       | 11 febbraio 1909 (25 anni)  | -     | Ferencvárosi TC |
| -  | C    | József Turay     | 1º marzo 1905 (29 anni)     | -     | Ferencvárosi TC |
| -  | D    | József Vágó      | 1906 (27-28 anni)           | -     | Bocskay         |
| -  | A    | Jenő Vincze      | 20 novembre 1908 (25 anni)  | -     | Bocskay         |

## Svizzera
Commissario tecnico: Heinrich Müller
| N. | Pos. | Giocatore          | Data nascita (età)          | Pres. | Squadra             |
| -- | ---- | ------------------ | --------------------------- | ----- | ------------------- |
| -  | A    | André Abegglen     | 7 marzo 1909 (25 anni)      | -     | Grasshopper         |
| -  | P    | Renato Bizzozzero  | 12 settembre 1912 (21 anni) | -     | Lugano              |
| -  | A    | Joseph Bossi       | 29 agosto 1911 (22 anni)    | -     | FC Berna            |
| -  | A    | Albert Büche       | 1911 (22-23 anni)           | -     | Nordstern Basilea   |
| -  | A    | Otto Bühler        |                             | -     | Grasshopper         |
| -  | C    | Ernst Frick        |                             | -     | Lucena              |
| -  | D    | Louis Gobet        | 28 ottobre 1908 (25 anni)   | -     | FC Berna            |
| -  | C    | Albert Guinchard   | 10 novembre 1914 (19 anni)  | -     | Servette            |
| -  | A    | Erwin Hochsträsser |                             | -     | Lausanne Sports     |
| -  | P    | Willy Huber        | 17 dicembre 1913 (20 anni)  | -     | Grasshopper         |
| -  | C    | Ernst Hufschmid    | 4 febbraio 1913 (21 anni)   | -     | Basilea             |
| -  | C    | Fernand Jaccard    | 8 ottobre 1907 (26 anni)    | -     | FC La Tour-de-Peilz |
| -  | A    | Alfred Jäck        | 2 agosto 1911 (22 anni)     | -     | Basilea             |
| -  | A    | Willy Jäggi        | 28 luglio 1906 (27 anni)    | -     | Lausanne Sports     |
| -  | A    | Leopold Kielholz   | 9 giugno 1911 (22 anni)     | -     | Servette            |
| -  | C    | Edmond Loichot     |                             | -     | Servette            |
| -  | D    | Severino Minelli   | 6 settembre 1909 (24 anni)  | -     | Grasshopper         |
| -  | D    | Arnaldo Ortelli    | 5 agosto 1913 (20 anni)     | -     | Lugano              |
| -  | A    | Raymond Passello   | 12 gennaio 1905 (29 anni)   | -     | Servette            |
| -  | P    | Frank Séchehaye    | 3 novembre 1907 (26 anni)   | -     | Servette            |
| -  | A    | Willy von Känel    | 30 ottobre 1909 (24 anni)   | -     | FC Bienne-Biel      |
| -  | D    | Max Weiler         | 25 settembre 1900 (33 anni) | -     | Grasshopper         |
| -  | D    | Walter Weiler      | 4 dicembre 1903 (30 anni)   | -     | Grasshopper         |

## Svezia
Commissario tecnico:  József Nagy
| N. | Pos. | Giocatore          | Data nascita (età)          | Pres. | Squadra                |
| -- | ---- | ------------------ | --------------------------- | ----- | ---------------------- |
| -  | C    | Ernst Andersson    | 26 marzo 1909 (25 anni)     | -     | IFK Göteborg           |
| -  | A    | Otto Andersson     | 7 maggio 1910 (24 anni)     | -     | Örgryte IS             |
| -  | D    | Sven Andersson     | 14 febbraio 1907 (27 anni)  | -     | AIK                    |
| -  | D    | Nils Axelsson      | 18 gennaio 1906 (28 anni)   | -     | Helsingborgs IF        |
| -  | C    | Rune Carlsson      | 1º ottobre 1909 (24 anni)   | -     | IFK Eskilstuna         |
| -  | C    | Victor Carlund     | 5 febbraio 1906 (28 anni)   | -     | Örgryte IS             |
| -  | A    | Gösta Dunker       | 16 settembre 1905 (28 anni) | -     | Sandvikens IF          |
| -  | A    | Ragnar Gustavsson  | 28 settembre 1907 (26 anni) | -     | GAIS                   |
| -  | A    | Carl-Erik Holmberg | 17 luglio 1906 (27 anni)    | -     | Örgryte IS             |
| -  | A    | Gunnar Jansson     | 17 agosto 1907 (26 anni)    | -     | Gefle IF               |
| -  | C    | Georg Johansson    |                             | -     | IK Brage               |
| -  | A    | Sven Jonasson      | 9 luglio 1909 (24 anni)     | -     | Elfsborg               |
| -  | A    | Tore Keller        | 4 gennaio 1905 (29 anni)    | -     | IK Sleipner Norrköping |
| -  | A    | Knut Kroon         | 19 giugno 1906 (27 anni)    | -     | Helsingborgs IF        |
| -  | C    | Helge Liljebjörn   | 16 agosto 1904 (29 anni)    | -     | GAIS                   |
| -  | A    | Harry Lundahl      | 16 ottobre 1905 (28 anni)   | -     | IFK Eskilstuna         |
| -  | A    | Gunnar Olsson      | 19 luglio 1908 (25 anni)    | -     | GAIS                   |
| -  | C    | Nils Rosén         | 22 maggio 1902 (32 anni)    | -     | Helsingborgs IF        |
| -  | P    | Anders Rydberg     | 3 marzo 1903 (31 anni)      | -     | IFK Göteborg           |
| -  | C    | Einar Snitt        | 13 ottobre 1905 (28 anni)   | -     | Sandvikens IF          |
| -  | A    | Arvid Thörn        | 13 febbraio 1911 (23 anni)  | -     | IFK Grängesberg        |
| -  | P    | Eivar Widlund      | 15 giugno 1906 (27 anni)    | -     | AIK                    |

## Francia
Commissario tecnico:  George Kimpton
| N. | Pos. | Giocatore           | Data nascita (età)         | Pres. | Squadra             |
| -- | ---- | ------------------- | -------------------------- | ----- | ------------------- |
| -  | A    | Joseph Alcazar      | 15 giugno 1911 (22 anni)   | -     | Olympique Marsiglia |
| -  | A    | Alfred Aston        | 16 maggio 1912 (22 anni)   | -     | Red Star Paris      |
| -  | C    | Georges Beaucourt   | 15 aprile 1912 (22 anni)   | -     | Lilla               |
| -  | A    | Roger Courtois      | 30 maggio 1912 (21 anni)   | -     | Sochaux             |
| -  | P    | Robert Défossé      | 16 giugno 1909 (24 anni)   | -     | Lilla               |
| -  | C    | Edmond Delfour      | 1º novembre 1907 (26 anni) | -     | RC Paris            |
| -  | C    | Célestin Delmer     | 15 febbraio 1907 (27 anni) | -     | Amiens              |
| -  | C    | Louis Gabrillargues | 16 giugno 1914 (19 anni)   | -     | Sète                |
| -  | D    | Joseph Gonzales     | 19 febbraio 1907 (27 anni) | -     | Fives Lille         |
| -  | A    | Fritz Keller        | 21 agosto 1913 (20 anni)   | -     | Strasburgo          |
| -  | A    | Pierre Korb         | 20 aprile 1908 (26 anni)   | -     | Mulhouse            |
| -  | A    | Lucien Laurent      | 10 dicembre 1907 (26 anni) | -     | CA Paris            |
| -  | C    | Noël Liétaer        | 17 novembre 1908 (25 anni) | -     | Excelsior Roubaix   |
| -  | P    | René Llense         | 14 luglio 1913 (20 anni)   | -     | Sète                |
| -  | D    | Jacques Mairesse    | 27 febbraio 1905 (29 anni) | -     | Red Star Paris      |
| -  | D    | Étienne Mattler     | 25 dicembre 1905 (28 anni) | -     | Sochaux             |
| -  | A    | Jean Nicolas        | 9 giugno 1913 (20 anni)    | -     | Rouen               |
| -  | C    | Roger Rio           | 13 febbraio 1913 (21 anni) | -     | Rouen               |
| -  | P    | Alex Thépot         | 30 luglio 1906 (27 anni)   | -     | Red Star Paris      |
| -  | D    | Jules Vandooren     | 30 dicembre 1908 (25 anni) | -     | Lilla               |
| -  | A    | Émile Veinante      | 12 giugno 1907 (26 anni)   | -     | RC Paris            |
| -  | C    | Georges Verriest    | 15 luglio 1909 (24 anni)   | -     | Roubaix             |

## Paesi Bassi
Commissario tecnico: Bob Glendenning
| N. | Pos. | Giocatore            | Data nascita (età)          | Pres. | Squadra                  |
| -- | ---- | -------------------- | --------------------------- | ----- | ------------------------ |
| -  | C    | Wim Anderiesen       | 27 novembre 1903 (30 anni)  | 20    | Ajax                     |
| -  | A    | Bep Bakhuys          | 16 aprile 1909 (25 anni)    | 7     | AC Zwolle                |
| -  | A    | Jan Graafland        | 21 agosto 1909 (24 anni)    | 0     | {{{club}}}               |
| -  | P    | Leo Halle            | 17 febbraio 1903 (31 anni)  | 2     | Go Ahead Eagles Deventer |
| -  | A    | Wim Lagendaal        | 13 aprile 1909 (25 anni)    | 0     | Xerxes Rotterdam         |
| -  | A    | Kees Mijnders        | 28 settembre 1912 (21 anni) | 3     | DFC Dordrecht            |
| -  | A    | Jaap Mol             | 3 febbraio 1912 (22 anni)   | 5     | KFC Koog                 |
| -  | C    | Toon Oprinsen        | 25 novembre 1910 (23 anni)  | 1     | NOAD Breda               |
| -  | C    | Bas Paauwe           | 4 ottobre 1911 (22 anni)    | 1     | Feyenoord                |
| -  | C    | Henk Pellikaan       | 10 novembre 1910 (23 anni)  | 10    | Longa Tilburg            |
| -  | A    | Arend Schoemaker     | 8 novembre 1911 (22 anni)   | 1     | Quick Den Haag           |
| -  | A    | Kick Smit            | 3 novembre 1911 (22 anni)   | 4     | HFC Haarlem              |
| -  | P    | Gejus van der Meulen | 23 gennaio 1903 (31 anni)   | 53    | HFC Haarlem              |
| -  | D    | Jan van Diepenbeek   | 5 agosto 1903 (30 anni)     | 2     | Ajax                     |
| -  | C    | Puck van Heel        | 21 gennaio 1904 (30 anni)   | 41    | Feyenoord                |
| -  | P    | Adri van Male        | 7 ottobre 1910 (23 anni)    | 4     | Feyenoord                |
| -  | A    | Joop van Nellen      | 15 marzo 1910 (24 anni)     | 17    | DHC                      |
| -  | D    | Sjef van Run         | 12 luglio 1904 (29 anni)    | 19    | PSV                      |
| -  | A    | Leen Vente           | 14 maggio 1911 (23 anni)    | 5     | Neptunus Rotterdam       |
| -  | A    | Manus Vrauwdeunt     | 29 aprile 1915 (19 anni)    | 0     | Feyenoord                |
| -  | D    | Mauk Weber           | 1º marzo 1914 (20 anni)     | 14    | ADO Den Haag             |
| -  | A    | Frank Wels           | 21 febbraio 1909 (25 anni)  | 14    | Unitas Gorinchem         |

## Argentina
Commissario tecnico: Filippo Pascucci
| N. | Pos. | Giocatore                | Data nascita (età)          | Pres. | Squadra                                    |
| -- | ---- | ------------------------ | --------------------------- | ----- | ------------------------------------------ |
| -  | C    | Ernesto Albarracín       | 25 settembre 1907 (26 anni) | -     | Club Sportivo Buenos Aires                 |
| -  | D    | Ramón Astudillo          |                             | -     | Colón de Santa Fe                          |
| -  | D    | Ernesto Belis            | 1º febbraio 1909 (25 anni)  | -     | Club Atlético Defensores de Belgrano       |
| -  | D    | Enrique Chimento         |                             | -     | Club Atlético Barracas Central             |
| -  | A    | Alfredo De Vincenzi      | 24 gennaio 1911 (23 anni)   | -     | Club Atlético Estudiantil Porteño          |
| -  | P    | Héctor Freschi           | 22 maggio 1911 (23 anni)    | -     | Sarmiento Chaco                            |
| -  | A    | Alberto Galateo          |                             | -     | Unión de Santa Fe                          |
| -  | P    | Ángel Grippa             | 2 marzo 1914 (20 anni)      | -     | Club Sportivo Alsina                       |
| -  | A    | Roberto Irañeta          | 21 marzo 1915 (19 anni)     | -     | Club Atlético Gimnasia y Esgrima (Mendoza) |
| -  | A    | Luis Izzeta              |                             | -     | Club Atlético Defensores de Belgrano       |
| -  | C    | Arcadio López            | 15 settembre 1910 (23 anni) | -     | Club Sportivo Buenos Aires                 |
| -  | C    | Alfonso Lorenzo          |                             | -     | Club Atlético Barracas Central             |
| -  | C    | José Nehin               | 13 ottobre 1905 (28 anni)   | -     | Club Sportivo Desamparados                 |
| -  | D    | Juan Pedevilla           | 6 giugno 1909 (24 anni)     | -     | Club Atlético Estudiantil Porteño          |
| -  | A    | Vicente Francisco Pérez  |                             | -     | Club Almagro                               |
| -  | A    | Francisco Rúa            | 4 febbraio 1911 (23 anni)   | -     | Club Sportivo Dock Sud                     |
| -  | C    | Constantino Urbieta Sosa | 12 agosto 1907 (26 anni)    | -     | Godoy Cruz Mendoza                         |
| -  | A    | Federico Wilde           | 1909 (24-25 anni)           | -     | Unión de Santa Fe                          |

## Romania
Commissario tecnico: Josef Uridil e Costel Rădulescu
| N. | Pos. | Giocatore        | Data nascita (età)          | Pres. | Squadra            |
| -- | ---- | ---------------- | --------------------------- | ----- | ------------------ |
| -  | D    | Gheorghe Albu    | 12 settembre 1909 (24 anni) | -     | Venus București    |
| -  | A    | Iuliu Baratky    | 14 maggio 1910 (24 anni)    | -     | Crisana Oradea     |
| -  | A    | Zoltán Beke      | 30 luglio 1911 (22 anni)    | -     | Ripensia Timisoara |
| -  | A    | Silviu Bindea    | 24 ottobre 1912 (21 anni)   | -     | Ripensia Timisoara |
| -  | A    | Iuliu Bodola     | 26 febbraio 1912 (22 anni)  | -     | CAO Oradea         |
| -  | D    | Rudolf Bürger    | 31 ottobre 1908 (25 anni)   | -     | Ripensia Timisoara |
| -  | A    | Gheorghe Ciolac  | 10 agosto 1908 (25 anni)    | -     | Ripensia Timisoara |
| -  | D    | Alexandru Cuedan | 26 settembre 1910 (23 anni) | -     | Rapid Bucuresti    |
| -  | C    | Vasile Deheleanu | 12 agosto 1910 (23 anni)    | -     | Ripensia Timisoara |
| -  | A    | Ștefan Dobay     | 26 settembre 1909 (24 anni) | -     | Ripensia Timisoara |
| -  | C    | Gusztáv Juhász   | 19 dicembre 1911 (22 anni)  | -     | Juventus Bucuresti |
| -  | A    | István Klimek    | 15 aprile 1913 (21 anni)    | -     | ILSA Timisoara     |
| -  | C    | Rudolf Kotormány | 23 gennaio 1911 (23 anni)   | -     | Ripensia Timisoara |
| -  | A    | Miklós Kovács    | 29 ottobre 1911 (22 anni)   | -     | CAO Oradea         |
| -  | C    | József Moravetz  | 14 gennaio 1911 (23 anni)   | -     | RGMT Timisoara     |
| -  | P    | Adalbert Püllöck | 6 aprile 1907 (27 anni)     | -     | Crisana Oradea     |
| -  | A    | Sándor Schwartz  | 18 gennaio 1909 (25 anni)   | -     | Ripensia Timisoara |
| -  | A    | Grațian Sepi     | 30 dicembre 1910 (23 anni)  | -     | Universitatea Cluj |
| -  | D    | Lazăr Sfera      | 29 aprile 1909 (25 anni)    | -     | Venus București    |
| -  | D    | Emerich Vogl     | 12 agosto 1905 (28 anni)    | -     | Juventus Bucuresti |
| -  | P    | Károly Weichelt  | 2 marzo 1906 (28 anni)      | -     | CAO Oradea         |
| -  | P    | Vilmos Zombori   | 11 gennaio 1906 (28 anni)   | -     | Ripensia Timisoara |

## Egitto
Commissario tecnico:  James McRea
| N. | Pos. | Giocatore                | Data nascita (età)         | Pres. | Squadra                |
| -- | ---- | ------------------------ | -------------------------- | ----- | ---------------------- |
| -  | D    | Abdelhamid Abdou         |                            | -     | Al-Olympi Alexandria   |
| -  | C    | Mohammed Bakhati         |                            | -     | Zamalek Mokhtalat      |
| -  | C    | Hassan El-Far            | 21 maggio 1912 (22 anni)   | -     | Zamalek Mokhtalat      |
| -  | A    | Wagih El-Kashef          | 5 febbraio 1909 (25 anni)  | -     | Al-Ahly National SC    |
| -  | A    | Mahmoud El-Nigero        |                            | -     | Cairo Shourta Police   |
| -  | D    | Ali El-Said              | 10 aprile 1908 (26 anni)   | -     | Zamalek Mokhtalat      |
| -  | D    | Yacout El-Soury          |                            | -     |                        |
| -  | A    | Mahmoud Mokhtar El-Tetsh | 23 dicembre 1907 (26 anni) | -     | Al-Ahly National SC    |
| -  | P    | Aziz Fahmy               |                            | -     | Al-Ahly National SC    |
| -  | A    | Abdulrahman Fawzi        | 11 agosto 1909 (24 anni)   | -     | Al-Masry AC Port Said  |
| -  | C    | Ahmed Halim              | 10 febbraio 1910 (24 anni) | -     | Zamalek Mokhtalat      |
| -  | D    | Sharli Hamidu            |                            | -     | Al-Olympi Alexandria   |
| -  | A    | Mohammed Hassan          | 13 febbraio 1912 (22 anni) | -     | Al-Masry AC Port Said  |
| -  | C    | Hafez Kasseb             |                            | -     | Al-Olympi Alexandria   |
| -  | A    | Mohamed Latif            | 23 ottobre 1909 (24 anni)  | -     | Zamalek Mokhtalat      |
| -  | A    | Labib Mahmoud            | 25 agosto 1907 (26 anni)   | -     | Al-Ahly National SC    |
| -  | P    | Mustafa Mansour          | 2 agosto 1914 (19 anni)    | -     | Al-Ahly National SC    |
| -  | A    | Kamel Mosaoud            | 2 agosto 1914 (19 anni)    | -     |                        |
| -  | C    | Ismail Rafaat            | 1908 (25-26 anni)          | -     | Zamalek Mokhtalat      |
| -  | C    | Hassan Raghab            | 1909 (24-25 anni)          | -     | Union Recreation Ithad |
| -  | C    | Ali Shafi                | 10 aprile 1908 (26 anni)   | -     | Zamalek Mokhtalat      |
| -  | A    | Mostafa Taha             | 24 marzo 1910 (24 anni)    | -     | Zamalek Mokhtalat      |

## Brasile
Commissario tecnico: Luiz Vinhaes
| N. | Pos. | Giocatore         | Data nascita (età)         | Pres. | Squadra               |
| -- | ---- | ----------------- | -------------------------- | ----- | --------------------- |
| -  | C    | Ariel             | 22 febbraio 1910 (24 anni) | -     | Botafogo              |
| -  | A    | Armandinho        | 6 marzo 1911 (23 anni)     | -     | São Paulo da Floresta |
| -  | A    | Átila             | 16 dicembre 1910 (23 anni) | -     | Botafogo              |
| -  | C    | Canalli           | 12 marzo 1907 (27 anni)    | -     | Botafogo              |
| -  | A    | Carvalho Leite    | 25 giugno 1912 (21 anni)   | -     | Botafogo              |
| -  | P    | Germano           | 14 marzo 1911 (23 anni)    | -     | Botafogo              |
| -  | A    | Leônidas          | 6 settembre 1913 (20 anni) | -     | Vasco da Gama         |
| -  | D    | Luiz Luz          | 29 novembre 1909 (24 anni) | -     | Peñarol               |
| -  | A    | Luizinho          | 29 marzo 1911 (23 anni)    | -     | São Paulo da Floresta |
| -  | C    | Martim Silveira   | 2 marzo 1911 (23 anni)     | -     | Botafogo              |
| -  | D    | Octacílio         | 21 novembre 1909 (24 anni) | -     | Botafogo              |
| -  | A    | Patesko           | 12 novembre 1910 (23 anni) | -     | Nacional              |
| -  | P    | Pedrosa           | 8 luglio 1913 (20 anni)    | -     | Botafogo              |
| -  | D    | Sylvio Hoffmann   | 15 maggio 1908 (26 anni)   | -     | São Paulo da Floresta |
| -  | C    | Tinoco            | 2 dicembre 1904 (29 anni)  | -     | Vasco da Gama         |
| -  | C    | Waldir            | 21 marzo 1912 (22 anni)    | -     | Botafogo              |
| -  | A    | Waldemar de Brito | 17 maggio 1913 (21 anni)   | -     | São Paulo da Floresta |

## Belgio
Commissario tecnico: Hector Goetinck
| N. | Pos. | Giocatore            | Data nascita (età)          | Pres. | Squadra                                 |
| -- | ---- | -------------------- | --------------------------- | ----- | --------------------------------------- |
| -  | P    | Arnold Badjou        | 26 giugno 1909 (24 anni)    | -     | Daring Club de Bruxelles Societe Royale |
| -  | C    | Désiré Bourgeois     | 13 dicembre 1908 (25 anni)  | -     | RFC Malinois                            |
| -  | A    | Jean Brichaut        | 29 luglio 1911 (22 anni)    | -     | Royal Standard Club Liege               |
| -  | A    | Jean Capelle         | 26 ottobre 1913 (20 anni)   | -     | Royal Standard Club Liege               |
| -  | C    | Jean Claessens       | 18 giugno 1908 (25 anni)    | -     | R. Union Saint-Gilloise                 |
| -  | A    | François Devries     | 21 agosto 1913 (20 anni)    | -     | Anversa                                 |
| -  | A    | Laurent Grimmonprez  | 14 dicembre 1902 (31 anni)  | -     | Royal Racing Club de Gand               |
| -  | C    | August Hellemans     | 14 settembre 1907 (26 anni) | -     | Royal FC Malinois                       |
| -  | A    | Albert Heremans      | 13 aprile 1906 (28 anni)    | -     | Daring Club de Bruxelles Societe Royale |
| -  | D    | Constant Joacim      | 3 marzo 1908 (26 anni)      | -     | Royal Berchem Sport                     |
| -  | A    | Robert Lamoot        | 18 marzo 1911 (23 anni)     | -     | Daring Club de Bruxelles Societe Royale |
| -  | A    | René Ledent          | 8 novembre 1907 (26 anni)   | -     | Royal Standard Club Liege               |
| -  | D    | Jules Pappaert       | 5 novembre 1905 (28 anni)   | -     | R. Union Saint-Gilloise                 |
| -  | C    | Frans Peeraer        | 15 febbraio 1913 (21 anni)  | -     | Anversa                                 |
| -  | C    | Georges Putmans      | 29 maggio 1914 (19 anni)    | -     | Royal Standard Club Liege               |
| -  | C    | Charles Simons       | 27 settembre 1906 (27 anni) | -     | Anversa                                 |
| -  | D    | Philibert Smellinckx | 17 gennaio 1911 (23 anni)   | -     | R. Union Saint-Gilloise                 |
| -  | C    | Joseph Van Ingelgem  | 23 gennaio 1912 (22 anni)   | -     | Daring Club Bruxelles                   |
| -  | P    | André Vandeweyer     | 21 giugno 1909 (24 anni)    | -     | R. Union Saint-Gilloise                 |
| -  | A    | Louis Versyp         | 5 dicembre 1908 (25 anni)   | -     | Royal FC Brugeois                       |
| -  | A    | Bernard Voorhoof     | 10 maggio 1910 (24 anni)    | -     | KSK Liersche                            |
| -  | C    | Félix Welkenhuysen   | 12 dicembre 1908 (25 anni)  | -     | R. Union Saint-Gilloise                 |

## Stati Uniti
Commissario tecnico: David Gould
| N. | Pos. | Giocatore        | Data nascita (età)          | Pres. | Squadra |
| -- | ---- | ---------------- | --------------------------- | ----- | --- |
| -  | C    | Tom Amrhein      | 1911 (22-23 anni)           | -     | Baltimore Canton |
| -  | D    | Ed Czerkiewicz   | 8 luglio 1912 (21 anni)     | -     | Pawtucket Rangers |
| -  | A    | Walter Dick      | 20 settembre 1905 (28 anni) | -     | Pawtucket Rangers |
| -  | A    | Aldo Donelli     | 22 luglio 1907 (26 anni)    | -     | Pittsburgh Curry Silver Tops |
| -  | C    | Bill Fiedler     | 10 gennaio 1910 (24 anni)   | -     | Philadelphia German-Americans |
| -  | C    | Tom Florie       | 6 settembre 1897 (36 anni)  | -     | Pawtucket Rangers |
| -  | C    | Jimmy Gallagher  | 7 giugno 1901 (32 anni)     | -     | Cleveland Slavia |
| -  | C    | Billy Gonsalves  | 10 agosto 1908 (25 anni)    | -     | St. Louis Stix, Baer & Fuller |
| -  | D    | Al Harker        | 11 aprile 1910 (24 anni)    | -     | Philadelphia German-Americans |
| -  | P    | Julius Hjulian   | 15 marzo 1903 (31 anni)     | -     | Chicago Wonderbolts |
| -  | C    | William Lehman   | 20 dicembre 1901 (32 anni)  | -     | St. Louis Stix, Baer & Fuller |
| -  | C    | Tom Lynch        |                             | -     | Brooklyn Celtics |
| -  | D    | Joe Martinelli   | 22 agosto 1916 (17 anni)    | -     | Pawtucket Rangers |
| -  | A    | Willie McLean    | 27 gennaio 1904 (30 anni)   | -     | St. Louis Stix, Baer & Fuller |
| -  | D    | George Moorhouse | 4 maggio 1901 (33 anni)     | -     | New York Americans |
| -  | A    | Werner Nilsen    | 24 febbraio 1904 (30 anni)  | -     | St. Louis Stix, Baer & Fuller |
| -  | C    | Peter Pietras    | 21 aprile 1908 (26 anni)    | -     | Philadelphia German-Americans |
| -  | D    | Herman Rapp      | 1907 (26-27 anni)           | -     | Philadelphia German-Americans |
| -  | A    | Francis Ryan     | 10 gennaio 1908 (26 anni)   | -     | Philadelphia German-Americans - Wikimedia Commons contiene immagini o altri file su convocazioni per il campionato mondiale di calcio 1934 |